# Хейфлик, Леонард
Леонард Хейфлик (англ. Leonard Hayflick; 20 мая 1928, Филадельфия — 1 августа 2024, Си-Ранч) — профессор анатомии Калифорнийского университета (University of California) в Сан-Франциско, вице-председатель Американского геронтологического общества.
В 1959 году разработал инвертированный микроскоп для исследований культур клеток, до сих пор являющийся прототипом микроскопов, применяемых учёными в этой области.
В 1960-е годы открыл ограничение числа делений у клеток человека в клеточной культуре: клетки умирают приблизительно после 50 делений, и имеют признаки старения при достижении данной границы (предел Хейфлика).
Автор книги How and Why We Age (1994), переведённой на многие языки.
Умер 1 августа 2024 года в Си-Ранч, штат Калифорния, в возрасте 96 лет.